# NGC 2366
NGC 2366 je galaksija u zviježđu Žirafi.

## Vanjske poveznice
- SEDS: NGC 2366